# Kozan Belediyespor
Kozan Belediyespor ist ein türkischer Fußballverein aus der Stadt Kozan der südtürkischen Provinz Adana. Der Verein wurde 1955 unter dem Namen Kozanspor gegründet und im Sommer 1991 nach dem Einstieg der Stadtverwaltung in die heutige Form zu Kozan Belediyespor (dt. Sportverein der Stadtverwaltung Kozan) umbenannt. Das Logo und die Vereinsfarben orange-grün wurden nach der Namensänderung nicht verändert. Ihre Heimspiele bestreitet die Mannschaft im Kozan İsmet Atlı Stadı. Der Klub spielte in der Zeit von 1986 bis 2001 15 Jahre lang in der TFF 2. Lig, der dritthöchsten türkischen Spielklasse. Im Sommer 2015, nach 14-jähriger Abstinenz, kehrte der Verein mit dem Aufstieg in die TFF 3. Lig, in die vierthöchste Spielklasse im türkischen Profifußball, zum Profifußballbetrieb zurück.

## Geschichte

### Gründung und die ersten Jahre
Der Verein wurde 1955 nach den Bemühungen von einigen Stadtnotabeln und Jugendlichen unter dem Namen Kozan Spor Kulübü, kürz Kozanspor gegründet. Nach der Vereinsgründung spielte der Klub in den regionalen Amateurligen der Provinz Adana bzw. der Çukurova-Ebene.

### Einstieg in den Profifußball
Nachdem zum Sommer 1980 der türkische Profifußball von bisher drei auf lediglich zwei Profiligen reduziert worden war, wurde 1984 auf Direktive des damaligen Staatspräsidenten Turgut Özal die dritthöchste professionelle Fußballliga, die 3. Lig, mit heutigem Namen TFF 2. Lig, wieder eingeführt. Darüber hinaus wurde verkündet, dass man nach Erfüllung bestimmter Auflagen und Bedingungen eine Ligateilnahme beantragen könne. Um die Stadtentwicklung voranzutreiben, bemühten sich mehrere Stadtnotabeln darum, die Auflagen zu erfüllen. So wurde versucht ein Fußballstadion, das den Anforderungen entsprach, zu erstellen. Nachdem man die Auflagen erfüllt hatte, bestätigte der türkische Fußballverband die Teilnahme für die Spielzeit 1986/87. So nahm Kozanspor in der Spielzeit 1986/87 der wiedereingeführten 3. Lig teil. In der ersten Saison erreichte der Verein den 6. Tabellenplatz.

### Drittligajahre und Namensänderung
Nachdem in der zweiten Spielzeit 1987/88 der 5. Platz erreicht wurde, belegte der Verein in den nachfolgenden drei Spielzeiten Tabellenplätze im untersten Tabellenviertel.
Im Sommer 1991 stieg die Stadtverwaltung in den mit Finanzschwierigkeiten kämpfenden Verein ein und erweiterte ihre schon bis dato vorhandene Unterstützung. In diesem Zusammenhang wurde auch der Vereinsname, dem damaligen Trend folgend, von  Kozanspor in Kozan Belediyespor (dt. Sportverein der Stadtverwaltung Kozan). Nach dem Einstieg der örtlichen Stadtverwaltung belegte der Verein meistens Tabellenplätze im oberen oder mittleren Tabellensegment. In der Saison 1993/94 stellte der Klub mit Mustafa Ilıkoba den Torschützenkönig der 3. türkischen Liga.

### Verkehrsunfall des Mannschaftsbusses
In der Saison 1997/98 kam es zu der größten Tragödie der Vereinsgeschichte. Am 13. November 1997 ereignete sich auf der Hinfahrt zur Auswärtspartie gegen Kilisspor in der Nähe von Nurdağı ein Verkehrsunfall, in dem auch der Mannschaftsbus von Kozan Belediyespor involviert war. Bei diesem Bus kamen der Vereinspräsident Sami Açıkgöz und der Zeugwart Hacı İbrahim Sürücü ums Leben. Darüber hinaus verletzten sich 18 Fußballspieler bzw. Vereinsfunktionäre. Der türkische Fußballverband befreite den Verein für diese Spielzeit vom Abstieg. So blieb der Verein trotz des vorletzten Tabellenplatzes in der 3. Lig.
Nach dem Unfall im Sommer spielte der Verein immer gegen den Abstieg und konnte diesen zwei Spielzeiten lang verhindern.

### Abstieg in die Amateurliga
Da mit der Saison 2001/02 der türkische Profi-Fußball grundlegenden Änderungen unterzogen werden sollte, wurden bereits in der Spielzeit 2000/01 Vorbereitungen für diese Umstellung unternommen. Bisher bestand der Profifußball in der Türkei aus drei Ligen: Der höchsten Spielklasse, der einspurigen Türkiye 1. Futbol Ligi, der zweitklassigen fünfspurig und in zwei Etappen gespielten Türkiye 2. Futbol Ligi und der drittklassigen und achtgleisig gespielten Türkiye 3. Futbol Ligi. Zur Saison 2001/02 wurde der Profifußball auf vier Profiligen erweitert. Während die Türkiye 1. Futbol Ligi unverändert blieb, wurde die Türkiye 2. Futbol Ligi in die nun zweithöchste Spielklasse, die Türkiye 2. Futbol Ligi A Kategorisi (zu dt.: 2. Fußballliga der Kategorie A der Türkei), und die dritthöchste Spielklasse, die Türkiye 2. Futbol Ligi B Kategorisi (zu dt.: 2. Fußballliga der Kategorie B der Türkei), aufgeteilt. Die nachgeordnete Türkiye 3. Futbol Ligi wurde fortan somit die vierthöchste Spielklasse, die TFF 3. Lig. Jene Mannschaften, die in der Drittligasaison 2000/01 lediglich einen mittleren Tabellenplatz belegten, wurden für die kommende Saison in die neugeschaffene vierthöchste türkische Spielklasse, in die 3. Lig, zugewiesen. Balıkesirspor, welches die Liga auf dem 17. und letzten Tabellenplatz beendet hatte, musste so systembedingt in die 3. Lig absteigen und damit nach 15-jähriger Profifußballzugehörigkeit in die Amateurliga absteigen.

### Rückkehr in den Profifußball
In der Spielzeit 2014/15 beendete der Verein die Spielzeit der Bölgesel Amatör Lig, der fünfthöchsten türkischen Liga und der höchsten türkischen Amateurliga, als Meister und stieg das erste Mal in seiner Vereinsgeschichte in die TFF 3. Lig, die niedrigste türkische Profiliga, auf.

## Erfolge
- Meister der BAL und Aufstieg in die TFF 3. Lig: 2014/15

## Ligazugehörigkeit
- 3. Liga: 1986–2001
- 4. Liga: Seit 2015
- Amateurliga: 1955–1986, 2001–2015